# Mirakul
 Ovo je glavno značenje pojma Mirakul. Za druga značenja pogledajte Mirakul (razdvojba).
Mirakul ili mirakl (lat. miraculum = čudo), podvrsta srednjovjekovne liturgijske drame. 
Mirakuli su bili temeljeni na biblijskim prizorima i legendama o svecima, mučenicima i njihovim čudesima. Predstave su tematski bile vezane uz crkvene blagdane (Božić, Uskrs, Tijelovo), a izvedbe su katkada trajale i po nekoliko dana. Uvođenje naturalističkih i tipično kazališno-scenskih detalja u liturgijsku igru (đavoli, maskiranje, prerušavanje u ženske osobe, uvođenje životinja u zbivanje) nailazi na protivljenje crkvenih autoriteta, pa pojedini pape i koncili zabranjuju ovakve predstave u crkvi. Scenska ilustracija biblijskoga zbivanja izlazi tada pred crkvu, na trg i posebno građenu pozornicu i nije više vezana isključivo uz liturgijski obred. ↓1 Od 9. do 12. stoljeća mirakuli su pisani na latinskom jeziku, a od 13. stoljeća i na narodnim jezicima. U 15. stoljeću u gradovima uz Jadransko more zabilježeni su i prvi mirakuli na hrvatskom jeziku, primjerice Mirakul slavne dive Marie, Prikazanje historije sv. Panucija i Prikazivanje života sv. Lovrinca. ↓2